# 尔朱敞
尔朱敞（519年—590年6月7日），字乾罗，一字天罗，秀容郡（今山西省忻州市忻府區）人，西魏、北周、隋朝官员。

## 生平
中兴二年（532年），高欢在韩陵之战胜利后将尔朱氏全部诛灭。尔朱敞年幼，随母亲养在皇宫中。后来尔朱敞从墙洞逃出，到了大街上，见到一群玩耍的儿童，尔朱敞就脱下所穿金镶翠饰的绫罗服装，换了衣服逃走。追兵寻找到后，本就不认识尔朱敞，就抓了穿罗衣的儿童。盘问起来知道错了，恰逢天色已晚，尔朱敞因此得以脱身。尔朱敞于是进入一个村子，见到一位姓长孙的婆婆坐在胡床上。尔朱敞两次下拜请求怜悯，长孙氏同情他，就将尔朱敞藏在墙壁夹层中。过了三年，朝廷对尔朱敞的悬赏捉拿更加紧急，追踪将到，长孙氏说：“情势急迫，不可久留。”长孙氏资助尔朱敞将他送走。尔朱敞于是假装道士，改变姓名，隐匿于嵩山，粗略阅读经书和史书。数年之间，人们对尔朱敞很感奇怪。尔朱敞曾经单独坐在岩石下，流泪叹气说：“我难道终老于此吗？伍子胥又是什么人呢！”尔朱敞于是穿着平民衣服，从小路向西投奔西魏，宇文泰见到尔朱敞后礼貌的对待他。大统二年（536年），尔朱敞虚龄十八岁时，以都督、大行台郎中为起家官，封灵寿县开国伯，食邑一千五百户。尔朱敞不久加车骑将军、左光禄大夫、通直散骑常侍，又升任车骑大将军。大统七年（541年），尔朱敞转任大都督。大统九年（543年），尔朱敞升任仪同三司，进爵为灵寿县侯。
保定三年（564年），周武帝诏令隋国公杨忠出任行军元帅，统领大将军杨纂、李穆、王杰、尔朱敞及开府元寿、田弘、慕容延等人进攻北齐的晋阳。杨忠将尔朱敞留下据守什贲，在黄河边部署流动出击的部队。保定四年（564年），尔朱敞升任使持节、骠骑大将军、开府仪同三司。天和元年（566年），尔朱敞出任使持节、都督信州诸军事、信州刺史。同年，尔朱敞转任都督临州诸军事、临州刺史。建德元年（572年），尔朱敞进爵灵寿县公，任藩部尚书，出任使持节、熊州诸军事、熊州刺史。建德四年（575年），尔朱敞出任都督潼州诸军事、潼州刺史。建德五年（576年），周武帝东征北齐，尔朱敞呈递奏表请求跟随，周武帝同意了。尔朱敞在战斗中攻城陷阵，所向无敌。宣政元年（578年），尔朱敞转任开府仪同大将军、都督南光州诸军事、南光州刺史，宣政二年（579年），尔朱敞出任都督陇州诸军事、陇州刺史。大成元年（579年），尔朱敞出任护军大将军、申州诸军事、申州刺史。大象二年（580年），尔朱敞升任上开府、都督胶州诸军事、胶州刺史。尔朱敞此时将长孙氏和她的弟弟接来安置在自己家中，供给丰厚的资财。
开皇元年（581年），黔安蛮人叛乱，朝廷命令尔朱敞前往将蛮人讨伐平定。军队凯旋后，尔朱敞于开皇元年十二月戊寅（582年1月12日）出任都督金洵直上罗迁绶并八州诸军事、金州总管、金州刺史。开皇二年（582年），尔朱敞改封边城郡开国公。开皇二年六月辛卯（582年7月24日），尔朱敞出任都督徐邳兖沂泗海楚宋八州八镇诸军事、徐州总管。尔朱敞在职多年，号称清明整肃，百姓官吏都畏惧他。后来尔朱敞因为年老，上表请求退休，隋文帝赐给尔朱敞专使马车，尔朱敞回到河内郡。开皇十年四月廿九日（590年6月7日），尔朱敞在怀州智津里住宅中去世，虚岁七十二。开皇十一年岁次辛亥十一月己卯朔廿四日庚申（591年12月15日），尔朱敞葬于灵山。儿子尔朱休继承爵位。

## 家庭

### 祖父
- 尔朱买珍，北魏假黄钺、静王、尚书令、太师、司空公[1]

### 父亲
- 尔朱彦伯，北魏博陵王、录尚书、太傅、司徒公[1]

### 子孙
- 尔朱端（547年—591年正月），北周归化郡公，隋朝车骑将军[11]
  - 尔朱义庄
- 尔朱休（561年—601年9月9日），嫡子[12]，左千牛备身、朝散大夫、齐王府司马，袭封爵金城公[13]
  - 尔朱义琛（592年—676年2月12日），唐朝银青光禄大夫、定州刺史、上柱国。夫人李氏（602年—680年十月），隋朝通事舍人李大观女[14]
    - 尔朱杲（613年—693年12月26日），武周秀容县男。先娶雍县、隰城县令崔处静女清河县君（631年—688年6月27日），后娶朝散大夫、颖州司马韦正酒女京兆韦氏（663年—693年8月5日）
      - 尔朱某，嗣子

    - 尔朱旻（621年—673年9月9日），宋州录事[15]

  - 尔朱氏[13]

## 墓志
《隋徐州总管边城郡开国公尔朱公墓志》高68.8厘米，广70厘米，志文32行，每行32字。于1930年出土于河南洛阳北张村，1938年由于右任捐藏西安碑林。

## 评价
- 《隋书》史臣曰：尔朱敞幼有权奇，终能止足，崇基坠而复构，不亦仁且智乎！[4]（指他年幼有权谋，终于使得被毁灭的家族重新兴旺，也是既仁且智的。）

## 延伸阅读
[在维基数据编辑]
 《隋書·卷55》，出自魏徵《隋书》